# Casepeat
Casepeat (케이스핏) (본명: 김기원, 1992년 5월 20일~)은 대한민국의 전자음악 프로듀서이자 DJ, 영화음악 작곡가이다. 2010년대 중반부터 활동하며 전세계 트랜스 음악 씬에서 인정받고 있다.

## 경력
Casepeat은 대한민국 서울을 기반으로 활동하며, Subculture, Nocturnal Knights Music, Regenerate Records, AVA Recordings 등 다수의 유명 레이블에서 작품을 발표했다. 또한, Armin van Buuren의 《A State of Trance》, Aly & Fila의 《Future Sound of Egypt》등 주요 트랜스 라디오 프로그램에서 그의 음악이 방송되었다.

## 발표곡

### 주요 작품
108 [Subculture]
Feeling [Monster Force]
You Know It's Time [Davotab Records]
We Are Worth (Lyd14와 협업) [Nocturnal Knights Music]
Theory of Everything (Plutian과 협업) [Infrasonic Pure]
Vincere [Regenerate Records]
Nabi (Butterfly) [Magic Island Elevate]
공작새 Original Motion Picture Soundtrack (OST) [Casepeat Studio]
신의 딸은 춤을 춘다 Original Motion Picture Soundtrack (OST)
등.
2025년 한국음악저작권협회 수록 기준 110여곡 발표 KOMCA (Korea Music Copyright Association).

## 업계 인정
Casepeat의 트랙은 다음과 같은 해외 주요 트랜스 라디오 쇼에서 지원을 받았다:
- Armin van Buuren의《A State of Trance》 에피소드 1164 (2024년 3월 14일) – “Theory of Everything”[2]
- Aly & Fila의《Future Sound of Egypt》 에피소드 891 (2025년 1월 1일) – “108”[3]
- Paul van Dyk의《VONYC Sessions》 에피소드 917 (2025년 3월 5일) – FAWZY & Daniel Kandi & Nick V – “Reverie (Casepeat Remix)”[4]
- Andrew Rayel의《Find Your Harmony》 에피소드 429 (2024년 12월 11일) – “I Am Strange But I Love You” (feat. Nuri)[5]
- Solaratone의《Pure Trance Radio》 에피소드 389 (2024년 1월 4일) – “Jebudo Island”[6]

## 차트 성과
Casepeat은 국제 디지털 음악 플랫폼 비트포트(Beatport)의 트랜스 차트에서 다수의 곡을 톱 40 내에 올리며 주목받았다. BeatStats에 따르면:
- 108 – 트랜스(Main Floor) 톱100 차트에서 최고 순위 22위, 13일간 총 694 포인트 획득.[7]
- You Know It's Time – 트랜스(Main Floor) 톱100 36위, HYPE – 트랜스 톱100 5위, 12일간 총 422 포인트.[8]
- Feeling – 트랜스(Main Floor) 톱100 24위, 21일간 848 포인트.[9]
- A Place We Call Home – 트랜스(Main Floor) 톱100 23위, 11일간 512 포인트.[10]
- 기타 주요 곡 We Are Worth, Genesis, Vincere, Theory of Everything, Binary 등도 트랜스 차트에 진입함.[11]

## 공연
2025년 대한민국 인천에서 개최된 《EDC Korea 2025》의 stereobloom Stage (Dreamstate 주최) 무대에 출연하였고, 일본 도쿄에서 열린 Mark Sherry의 Outburst Records 10주년 행사에도 참여하였다.
또한 태국 방콕의 Amnesia 클럽 공연 및 트랜스 전문 라디오인 AH.FM의 정규 DJ로 활동 중이다.

## 영화 음악
Casepeat은 영화 《신의 딸은 춤을 춘다 (God's Daughter Dances, 2020)》, 《공작새 (Peafowl, 2022)》의 음악 감독으로 참여하였으며, 해당 작품은 국내외 영화제에서도 소개되었다.

### 부산국제영화제 초청
장편 영화 《공작새》(Peafowl, 2022, 변성빈 감독)는 제27회 2022 부산국제영화제 '한국영화의 오늘' 부문에서 월드 프리미어로 상영되었으며, Casepeat이 음악 감독으로 참여했다.

## 언론 보도
2025년 4월 중앙일보는 그의 음악 세계와 무대 활동에 대한 심층 인터뷰를 실었으며, 뉴시스와 베리타스 등 국내 매체도 그의 활동을 보도하였다.
2024년 7월 Church of Trance는 Casepeat의 곡 《Silence》가 High Voltage Recordings를 통해 발매되었다고 보도하였다.

## 참고 문헌
“Casepeat – Beatport Chart Performance”. BeatStats. 2025년 6월 27일에 확인함.
1. ↑  “KOMCA Casepeat Catalog Search”. KOMCA. 2025년 6월 26일에 확인함.
2. ↑  “A State of Trance Episode 1164 Tracklist”. A State of Trance. 2025년 6월 23일에 확인함.
3. ↑  “Future Sound of Egypt Episode 891 Tracklist”. TranceAttack.net. 2025년 6월 23일에 확인함.
4. ↑  “VONYC Sessions Episode 917 Tracklist”. VONYC Sessions. 2025년 6월 23일에 확인함.
5. ↑  “Find Your Harmony Radioshow Episode 429 Tracklist”. Find Your Harmony. 2025년 6월 23일에 확인함.
6. ↑  “Pure Trance Radio Episode 389 Tracklist”. Pure Trance Radio. 2025년 6월 23일에 확인함.
7. ↑  “Casepeat – Beatport Chart Performance”. BeatStats.
8. ↑  “Casepeat – Beatport Chart Performance”. BeatStats.
9. ↑  “Casepeat – Beatport Chart Performance”. BeatStats.
10. ↑  “Casepeat – Beatport Chart Performance”. BeatStats.
11. ↑  “Casepeat – Beatport Chart Performance”. BeatStats.
12. ↑  “EDC Korea 2025 – Casepeat”. Resident Advisor.
13. ↑  “Outburst Records 10-Year Anniversary”. Resident Advisor.
14. ↑  “Peafowl (2022) – SFFILM Festival Screening”. SFFILM.
15. ↑  “부산국제영화제 - 공작새 Peafowl”. Busan International Film Festival.
16. ↑  “디지털서울문화예술대 실용음악학과 김기원 교수(Casepeat), ‘EDC Korea 2025’ 참가”. 2025년 4월 20일.
17. ↑  “디지털서울문화예술대 김기원 교수, 'EDC Korea 2025' 참가”. 2025년 4월 25일.
18. ↑  “디지털서울문화예술대 실용음악학과 김기원 교수(Casepeat), 'EDC Korea 2025' 참가”. 2025년 5월 10일.
19. ↑  “Release: Casepeat – Silence [High Voltage]”. 2024년 7월. 2025년 6월 25일에 확인함.